# Heteropterys intermedia
Heteropterys intermedia là một loài thực vật có hoa trong họ Malpighiaceae. Loài này được (A.Juss.) Griseb. mô tả khoa học đầu tiên năm 1858.